# 뱅뱅볼
뱅뱅볼(BANG BANG BALL, 일본어: バンバンボール)은 메트로에서 제작하고 반프레스토에서 1996년에 아케이드로 출시한 퍼즐 액션 게임이다.

## 진행
스케이트보드를 탄 쥐 캐릭터 2명이 주인공으로 등장하며, 납치당한 히로인을 구출해야 하는 설정이다. 스테이지가 시작되면 색깔이 있는 ‘볼’(공)이 생성되며, 볼을 던져 같은 색의 볼을 맞춰 터뜨려야 한다. 스테이지상의 볼을 모두 터뜨리면 스테이지 클리어가 된다. 플레이어 캐릭터가 움직이는 볼에 닿으면 라이프가 1씩 줄어들고, 0이 되면 게임이 끝난다.
움직이는 볼은 벽이나 장애물에 닿으면 튕겨나가며, 움직이는 볼은 손에 든 볼로 튕겨낼 수 있다. 시간이 0이 되면, 영구 패턴 방지용 일렉트릭 볼(전기볼)이 나타난다. 일렉트릭 볼은 튕겨내는 것이 불가능하며, 시간이 지나도 계속 클리어하지 않으면 개수가 늘어난다.